# MaK G1206型柴油机车
MaK G1206型柴油机车（德語：MaK G 1206）是基尔机械制造厂开发的一款液力传动柴油机车。当该厂于1998年被福斯罗所收购后，机车又以后者的名义销售。该机车采用B'B'轴式，其最大输出功率为1,570千瓦，可选择安装最高速度达100公里/小时的卡特彼勒或MTU发动机。根据不同的设备变体，机车的整备重量为84吨至90吨。燃油储备量则为3,150公升。

## 运用

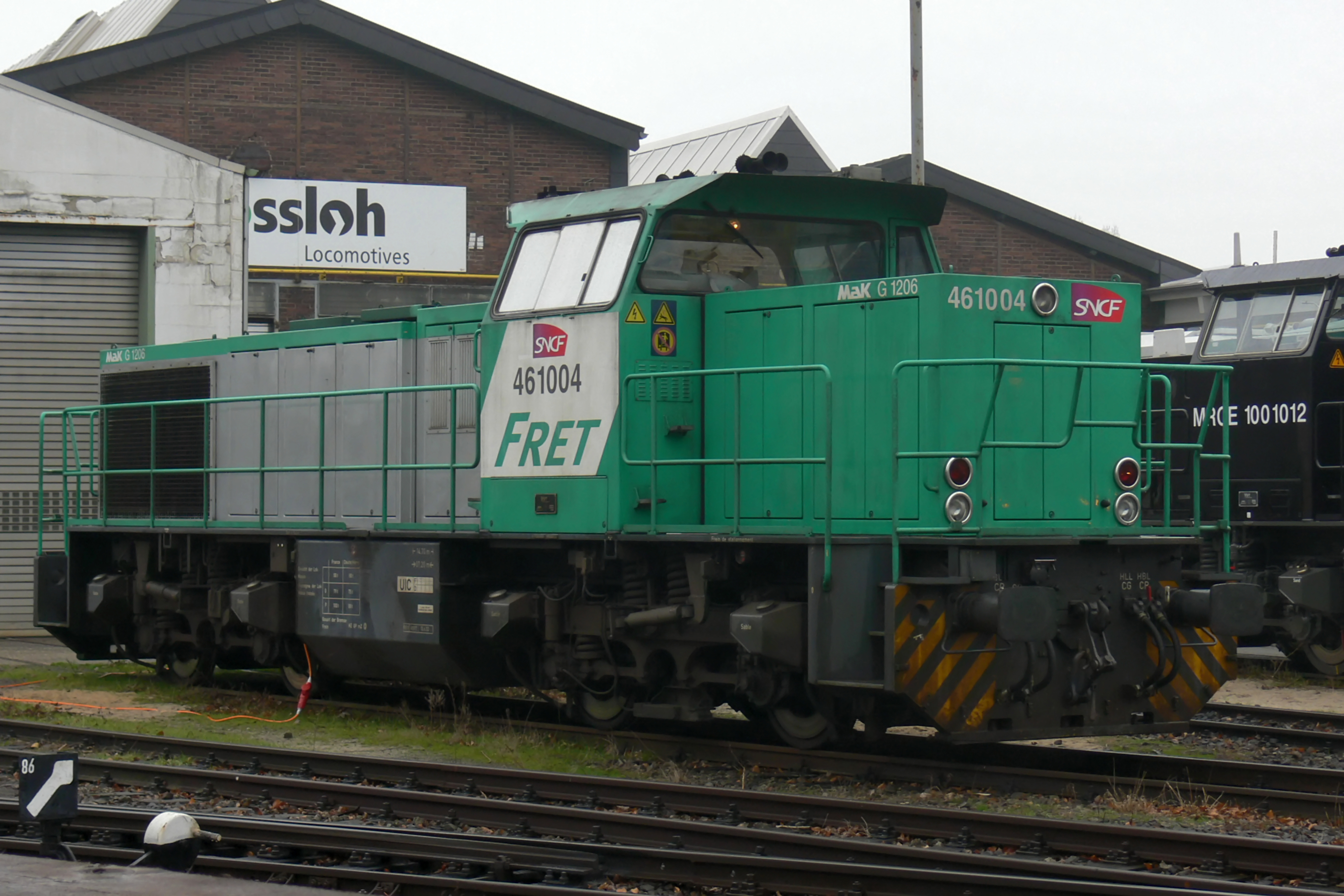
法国国家铁路的BB 61000型机车

G1206型机车可以在重载调车或干线服务中使用。它是自1997年开始生产，并已销售至德国、奥地利、瑞士、卢森堡、意大利、西班牙、荷兰和法国等地。只有23台机车被定型为BB 61000型在法国国家铁路使用，其中的6台搭载了MTU公司的发动机。
首台生产的G1206型机车于1997年7月交付至RBH物流，并被授予了“801”的运营编号在当地使用。从2006年至2007年，还有另外20台机车被交付至法国的SECO铁路，全部20台机车都搭载了MTU发动机（12V 4000 R41型）。在2006年至2008年期间，雷力昂德国公司也租用了部分G1206型机车，并根据德国铁路的编号方式被定型为266型。但这些型号及序列编号均未标识在机车之中。当卡尔斯鲁厄的阿尔伯塔尔运输公司于2011年成立后，它们也持有3台同款机车。

## 后续发展

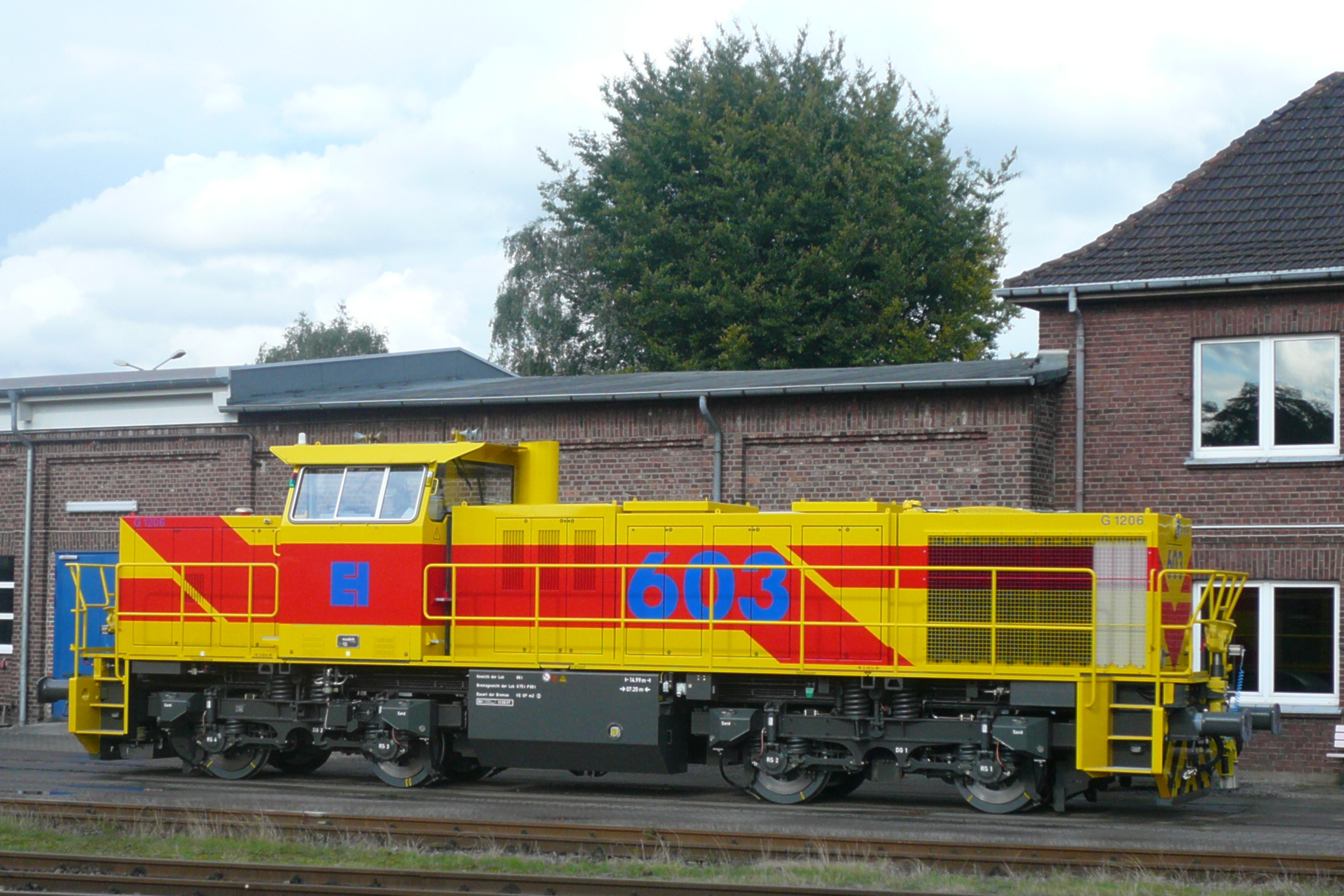
G1206-2型机车

根据G1206型机车进一步开发的产品是福斯罗G1700BB型柴油机车。它主要是进行了底盘的修改，以使其能够使用福斯罗的标准化转向架。机车发动机也改为使用MTU 12V 4000 R20型，但其1,500千瓦的输出功率仍与G1206型机车维持一致。而第二代G1700-2BB型机车则是一个完全新开发的产品线。
G1206-2型机车则是根据初始G1206型机车进行修改以用作轻载调车服务的版本。它配备了功率较弱、仅为920千瓦的卡特彼勒发动机和相对较小的福斯罗齿轮箱。机车的最高速度则被降低为50公里/小时。